# Cederschool
Een Cederschool is onderdeel van de Stichting Ceder Groep, de volgende Nederlandse scholen voor voortgezet onderwijs behoren daartoe:
- Christelijke Scholengemeenschap Buitenveldert (CSB), Amsterdam
- Hermann Wesselink College (HWC), Amstelveen
- Hervormd Lyceum West (HLW), Amsterdam
- Hervormd Lyceum Zuid (HLZ), Amsterdam
- VeenLanden College (VLC), Mijdrecht en Vinkeveen